# روثا عنقودية
الروثا العنقودية (باللاتينية: Salsola glomerata) نوع نباتي يتبع جنس الروثا من الفصيلة القطيفية.

## الموئل والانتشار
موطنها المغرب العربي.